# Лабинский, Андрей Маркович
Андре́й Ма́ркович Лаби́нский (20 августа [1 сентября] 1871 или 20 августа [1 сентября] 1872, Харьков — 8 августа 1941, Москва) — русский и советский оперный и камерный певец, лирико-драматический тенор.

## Биография
Родился в многодетной семье. Детские годы прошли в Сибири, поскольку отец был сослан по подозрению в участии в группе польских националистов. С 1881 года пел в церковном хоре Софийского собора Тобольска. После переезда в Тюмень, Лабинский — солист хора Знаменской церкви. Окончил местное Александровское реальное училище, после чего стал солистом Синодального хора. В 1899 г. окончил Петербургскую консерваторию по классу сольного пения профессоров С. Габеля и В. Самуся (класс сценического мастерства Ф. Палечека). Обладал ровным, гибким голосом приятного мягкого тембра и широкого диапазона (брал ноту фа третьей октавы). С 1896 года пел в хоре Мариинского театра. В 1899—1912 и 1919—1924 годах — солист Мариинского театра, с 1926-го служил в Большом театре СССР.
В 1920—1922 гг. и 1923—1924 гг. преподавал в Московской консерватории и в Институте музыкальной драмы. С 1941 года — педагог-вокалист в Большом театре. Среди учеников можно упомянуть Н. Ф. Кемарскую, В. Н. Прокошева.
Гастролировал в Японии, Франции, Германии, Италии.
Заслуженный артист РСФСР с 1924 года.

## Творчество
Лучшие оперные партии: Ленский, Герман, Альмавива, Фауст, Хозе, Рауль, Баян, Лыков, Садко, Радамес, Лоэнгрин, Лучано в опере «Франческа да Римини» (Э. Направника) и другие.
Среди партнёров А. М. Лабинского можно назвать Ф. И. Шаляпина, А. В. Нежданову. Был дублёром Л. В. Собинова. Композитор С. Кашеваров посвятил певцу романс «Тишина».
Имел необыкновенную популярность, особенно среди женской половины любителей оперного искусства. Асаф Мессерер вспоминал, что Лабинский был «красив, как карточный валет». Поклонницы, которых называли «лабинистками», следовали за певцом в его гастрольных поездках по России. По сообщению «Русской музыкальной газеты» от 1905 года, на камерных концертах с басом Касторским, билеты в первых рядах стоили десять рублей (по тому времени — очень большие деньги). Тот же[уточнить] номер газеты сообщал о трагикомическом случае, произошедшим на одном из концертов: разъярённый муж одной из «лабинисток» стрелял в Лабинского, но, к счастью, промахнулся.
А. М. Лабинский жил в Москве во флигеле бывшей усадьбы Ухановых-Пущиной по адресу ул. Моховая, 8, стр. 1. Погиб во время бомбардировки в августе 1941 года вместе со своей семьёй.